# 雲紋蛇鱔
雲紋蛇鱔，又名星帶蝮鯙、雲紋海鱔，俗名薯鰻、錢鰻，为鯙科蛇鱔屬下的一種海洋鱼类。

## 分布
本魚分布於印度太平洋區，包括東非、南非、紅海、馬達加斯加、葛摩、模里西斯、馬爾地夫、塞席爾群島、留尼旺、斯里蘭卡、聖誕島、印度、緬甸、泰國、越南、台灣、日本、印尼、菲律賓、澳洲、馬里亞納群島、庫克群島、夏威夷群島、帛琉、關島、萬那杜、薩摩亞群島、法屬波里尼西亞、巴拿馬、哥倫比亞、哥斯大黎加等海域。

## 深度
水深0至20公尺。

## 特徵
本魚生体细长，體色有變異，通常為白色或黃色；體側有兩列，約25至30粒棕黑色斑點，每一斑點中心有2至3個黃色花形小點。齒成錐形，隨年紀越大，有越鈍之傾向，表皮厚且光滑無鱗片，能分泌黏液，無胸鰭，背鰭、臀鰭與尾鰭相連呈皮膜狀，尾部側扁。體長可達70公分。

## 生態
本魚常見於潮池，晝間棲息珊瑚礁或岩礁之孔隙、洞穴中，夜間出來捕食魚類、蝦、蟹為食，嗅覺靈敏但視覺不佳。性情兇猛，有地域性。

## 經濟利用
本魚可養在水族箱作觀賞魚，另亦可食用。

## 扩展阅读
維基物種上的相關：雲紋蛇鱔
- 台灣魚類資料庫 （页面存档备份，存于）
- Froese, R. & Pauly, D. (eds.) (2011). Echidna nebulosa. FishBase. Version 2011-12.
- . 貓頭鷹出版社. 1996年6月.